# راشيل كراو
راشيل كيلي كراو (بالإنجليزية: Rachel Crow)‏ (23 يناير 1998)، هي ممثلة، مغنية وكوميدية أمريكية. شاركت في الموسم الأول من برنامج إكس فاكتور النسخة الأمريكية سنة 2011، وحصلت على المركز الخامس. تواصلت مع شركة والت ديزني عن إمكانية المشاركة في إنتاجات مستقبلية. مثلت راشيل في عدة مسلسلات وأفلام من بينهم: «طفرة العقل»، "داخل الطبعة"، «ذروة الوقت الكبيرة»، «عرض ويندي ويليامز» و«فريد: العرض». أصدرت راشيل أول أسطوانة مطولة لها باسمها «راشيل كراو» في يونيو 2012.

## مشوارها

### ذا إكس فاكتور 2011
شاركت راشيل في الموسم الأول من النسخة الأمريكية لبرنامج ذا إكس فاكتور سنة 2011 بأغنية «الرحمة» للمغنية الويلزية دوفي. ووصلت للعروض الحية وحصلت على المرتبة الخامسة.

### 2012–الآن
في فبراير 2012، أعلنت أنها وقعت عقدا مع كولومبيا للتسجيلات في الموسيقى، ومع نيكلوديون في التلفزيون. شاركت راشيل مع بيغ تايم رش في دورتهم الصيفية 2012 ومع كودي سيمبسون أيضاً.
في يونيو 2012، أعلنت عبر حسابها في تويتر، أنها تصدر أسطوانة مطولة تتألف من 5 أغاني، من بينهم أغنية من تأليفها شخصيا. أعلنت بعدها عبر موقعها الرسمي أنها ستصدر في 26 يونيو 2012 وستكون باسمها. الأغنية الرئيسية هي «الفتيات المعناة» والتي ألفتها هي بمساعدة توبي غاد الذي أصدرها. الأربع أغاني الآخرى هم «الروك معك» بمشاركة الرابور مان، «عصير الليمون»، «طبيعتي الرائعة» و«أي أغنية يمكن القيام بها». عملت أيضا مع المنتج جوناس جيبيرغ، الذي عمل مع عدة مغنيين مثل ذا وونتيد.

## التمثيل
ظهرت راشيل في بعض عروض نيكلوديون مثل «فريد: العرض» و«ذروة الوقت الكبيرة»، بعدها وقعت عقد مع نيكلوديون. وأدت صوت شخصية كارلا في فيلم ريو 2 الذي أصدر سنة 2014.
سنة 2017، أدت دور البطولة جنبا إلى جنب معأشلي موراي في فيلم نيتفليكس الأصلي ديدرا ولاني يسرقون قطارا، الذي حصل على 94% «طازج» في الطماطم الفاسدة.

### الأفلام
| السنة | الإسم                    | الإسم الأصلي               | الدور |
| ----- | ------------------------ | -------------------------- | ----- |
| 2014  | ريو 2                    | Rio 2                      | كارلا |
| 2015  | أخت غير مرئية            | Invisible Sister           | نيكي  |
| 2017  | ديدرا ولاني يسرقون قطارا | Deidra & Laney Rob a Train | لاني  |
| 2018  | بومبليبي: الفيلم         | Bumblebee: The Movie       |       |

### المسلسلات
| السنة     | الإسم                       | الإسم الأصلي                   | الدور                      |
| --------- | --------------------------- | ------------------------------ | -------------------------- |
| 2005      | الرجال الحكماء الثلاثة      | Three Wise Guys                | فتاة                       |
| 2006      | في الليل                    | In from the Night              | فتاة صغيرة في مكتب الأطباء |
| 2010      | بيتزا وكاريوكي              | Pizza & Karaoke                | دارلا                      |
| 2012      | ذروة الوقت الكبيرة          | Big Time Rush                  | ويني                       |
| 2012      | فريد: العرض                 | Fred: The Show                 | ستار                       |
| 2013      | المكتب                      | The Office                     | غابرييلا                   |
| 2016–الآن | المنزل: مغامرات مع تيب وأوه | Home: Adventures with Tip & Oh | تيب (أداء صوتي)            |

## ديسكوغرافيا
- راشيل كراو: أسطوانة مطولة (26 يونيو 2012)
- الفتيات المعناة (Mean Girls) : أغنية فردية (2012)
- عشرة سنتات (Dime) : أغنية فردية (2017)